# Blue Bay LPGA
Het Blue Bay LPGA is een jaarlijks golftoernooi voor vrouwen, dat deel uitmaakt van de LPGA Tour. Het toernooi werd opgericht in 2014 en vindt sindsdien plaats op de Jian Lake Blue Bay Golf Course in Hainan, China.
Het toernooi wordt over vier dagen gespeeld in een strokeplay-formule en na de tweede dag wordt de cut toegepast.

## Golfbanen
| Jaar  | Golfbaan                       | Plaats | Info                |
| ----- | ------------------------------ | ------ | ------------------- |
| 2014- | Jian Lake Blue Bay Golf Course | Hainan | Baanrecord: 66 (-6) |

## Winnaressen
| Jaar | Winnares      | Score | Score | Info                 |
| ---- | ------------- | ----- | ----- | -------------------- |
| 2014 | Lee-Anne Pace | 200   | –16   | 54-holes (regenweer) |

| Toernooirecord |  | po = winnares na play-off |